# Орадя
Орадя (рум. Oradea; угор. Nagyvárad (Великий замок), угор. Várad (замок); нім. Grosswardein; тур. Varat) — місто в Румунії, центр повіту Біхор. Розташоване на заході країни, у Кришані, на річці Кереш, поблизу кордону з Угорщиною.

## Клімат
Місто знаходиться у зоні, котра характеризується морським кліматом. Найтепліший місяць — липень із середньою температурою 20.6 °C (69 °F). Найхолодніший місяць — січень, із середньою температурою -1.1 °С (30 °F).
| Клімат Ораді            | Клімат Ораді | Клімат Ораді | Клімат Ораді | Клімат Ораді | Клімат Ораді | Клімат Ораді | Клімат Ораді | Клімат Ораді | Клімат Ораді | Клімат Ораді | Клімат Ораді | Клімат Ораді | Клімат Ораді |
| Показник                | Січ.         | Лют.         | Бер.         | Квіт.        | Трав.        | Черв.        | Лип.         | Серп.        | Вер.         | Жовт.        | Лист.        | Груд.        | Рік          |
| Абсолютний максимум, °C | 15           | 19           | 26           | 28           | 31           | 33           | 37           | 36           | 33           | 27           | 18           | 16           | 37           |
| Середній максимум, °C   | 1            | 3            | 10           | 15           | 20           | 23           | 25           | 25           | 22           | 16           | 7            | 3            | 14           |
| Середня температура, °C | −1           | 1            | 6            | 10           | 16           | 18           | 20           | 20           | 17           | 11           | 4            | 0            | 10           |
| Середній мінімум, °C    | −3           | −2           | 1            | 5            | 10           | 13           | 15           | 14           | 11           | 6            | 1            | −1           | 6            |
| Абсолютний мінімум, °C  | −22          | −21          | −14          | −2           | 0            | 2            | 8            | 6            | 0            | −5           | −14          | −17          | −22          |
| Норма опадів, мм        | 40           | 30           | 30           | 40           | 60           | 80           | 50           | 50           | 40           | 30           | 40           | 50           | 600          |
| ----------------------- | ------------ | ------------ | ------------ | ------------ | ------------ | ------------ | ------------ | ------------ | ------------ | ------------ | ------------ | ------------ | ------------ |
| Джерело: Weatherbase    |              |              |              |              |              |              |              |              |              |              |              |              |              |

## Історія
Поселення на місці теперішньої Ораді було ще за часів Римської імперії. Місто відоме з 1113 р. під латинською назвою Варад, що означало «замок». Перша ж згадка про фортецю Ораді датована 1241 р. у зв'язку із підготовкою до оборони від монголо-татар.
Містом поселення стало лише у XVI ст. У середньовіччі Орадя була другим релігійним і культурним центром Угорщини після Буди.
На початку XVIII ст. угорський інженер Франц Антон Хіллебрандт спроектував барокову забудову міста. Починаючи з 1752 р., були побудовані Римо-католицький собор, Палац єпископа, Музей землі Кріс рум. Muzeul Ţării Crişurilor.
Наприкінці Другої світової війни місто було зайнято 12 жовтня 1944 року силами 2-го Українського фронту під час Дебреценської операції.

## Населення
У місті мешкає 207 тис. осіб (238 тис. мешк. з передмістями) (2002), у тому числі:
- 1910: 69 000 (румунів: 5,6%, угорців: 91,1%)
- 1920: 72 000 (румунів: 5%, угорців: 92%)
- 1930: 90 000 (румунів: 25%, угорців: 67%)
- 1966: 122 634 (румунів: 46%, угорців: 52%)
- 1977: 170 531 (румунів: 53%, угорців: 45%)
- 1992: 222 741 (румунів: 64%, угорців: 34%).

## Господарство
Важливий транспортний вузол і великий промисловий центр країни. Основні галузі — машинобудування (вагони, верстати), текстильна, харчова промисловість. Є виробництво взуття, меблів, хімічних товарів, будматеріалів. Теплова електростанція.

## Відомі мешканці міста
- Аттіла — провідник гунів (V век).
- Карл Діттерс фон Діттерсдорф — композитор XVII ст.
- Фріда Кало (Frida Kahlo) — художниця.
- Бела Кун (Bela Kun) — діяч угорського та міжнародного комуністичного руху.
- Юлія Вараді (Julia Varady) — співачка (сопрано).
- Бобикевич-Сора Клавдія Ізидорівна — українська письменниця.

### Уродженці
- Єва Гейман (1931—1944) — єврейська дівчина, яка вела щоденник під час угорського єврейського Голокосту, у якому вона описувала своє життя під нацистською окупацією.
- Анна Селеш (* 1942) — угорська і румунська актриса театру і кіно.
- Лайош Біро (1880—1948) — угорський романіст, драматург і сценарист.
- Ружина Шпіцер (* 1986) — угорська художниця медіа-мистецтва, віце-президент УАЕМ
- Александру Віктор Мікула (* 1966) — румунський дипломат.

## Міста-побратими
- Івано-Франківськ, Україна
- Дебрецен, Угорщина
- Реймс, Франція
- Мантуя, Італія
- Кослада, Іспанія
- Кошиці, Словаччина
- Хіросіма, Японія